# Богуский, Юзеф Ежи
Юзеф Ежи Богуский (пол. Józef Jerzy Boguski; 1853—1933) — польский физик и химик, педагог, ассистент Д. И. Менделеева.

## Биография
Родился 7 сентября 1853 года[по какому календарю?] в Варшаве.
Окончил местное реальное училище и поступил студентом на физико-математический факультет Императорского Варшавского университета, курс в котором он окончил в 1875 году со степенью кандидата. В том же году за сочинение «О строении ароматических соединений» получил золотую медаль.
В январе 1876 года в качестве частного ассистента профессора Д. И. Менделеева поступил в химическую лабораторию Санкт-Петербургского университета, а 3 июня того же года был избран советом университета сверхштатным лаборантом химической лаборатории. В этой должности он прослужил до 11 сентября 1877 года.
С 1887 года находился в Варшаве и занимался частным преподаванием физики и химии. В 1887 году комитет Варшавского музея промышленности и сельского хозяйства назначил его заведующим физической лаборатории в этом же музее. В период с 1895 по 1905 год он преподавал химию в инженерной школе Вавельберга и Ротванда. В 1900—1905 и 1908—1914 гг. читал лекции в Политехническом институте. В 1920 году он стал почётным профессором химической технологии Варшавского технологического университета. Был также почётным профессором Ягеллонского университета.
Ему принадлежит множество статей в специальных журналах: львовском «Kośmos» (1876), «Berichte der deutschen chemisch. Gesellschaft» (IX, X), «Oswald’s Zeitschrift» (1887, 1888), «Prace matematyczne i fizyczne» (1888, 1889) и др.
Умер 18 апреля 1933 года в родном городе. Похоронен на кладбище Старые Повонзки.

## Избранная библиография
- «Najnowsze odkrycia w dziedzinie fizyki» (Варшава, 1879),
- «Z dziejów nauki» (Варшава, 1881)[2].